# Абрагам Кьойпер
Абрагам Кьойпер ([ˈkaɪpər] ; Нідерландською: [ˈaːbraːɦɑm ˈkœypər]; 29 жовтня 1837 — 8 листопада 1920) — прем’єр-міністр Нідерландів між 1901 і 1905 роками, впливовий теолог-неокальвініст і журналіст. Він заснував реформатські церкви в Нідерландах, які після свого заснування стали другою за величиною кальвіністською деномінацією в країні після підтримуваної державою Голландської реформатської церкви.
Крім того, він заснував Амстердамський вільний університет, Антиреволюційну партію та газету. У релігійних справах він намагався пристосувати голландську реформатську церкву до викликів, пов’язаних із втратою державної фінансової допомоги та посиленням релігійного плюралізму внаслідок розколів, яких церква зазнала в 19 столітті, зростання голландського націоналізму та армінського релігійного відродження свого часу, які заперечували приречення. Він рішуче засуджував модернізм у богослов’ї як примху, яка зникне. У політиці він домінував в Антиреволюційній партії (АРП) від її заснування в 1879 році до своєї смерті в 1920 році. Він пропагував колонізацію, соціальне вираження антитези в суспільному житті, згідно з яким протестантські, католицькі та світські елементи мали власні незалежні школи, університети та громадські організації.